# Encosta do Sol

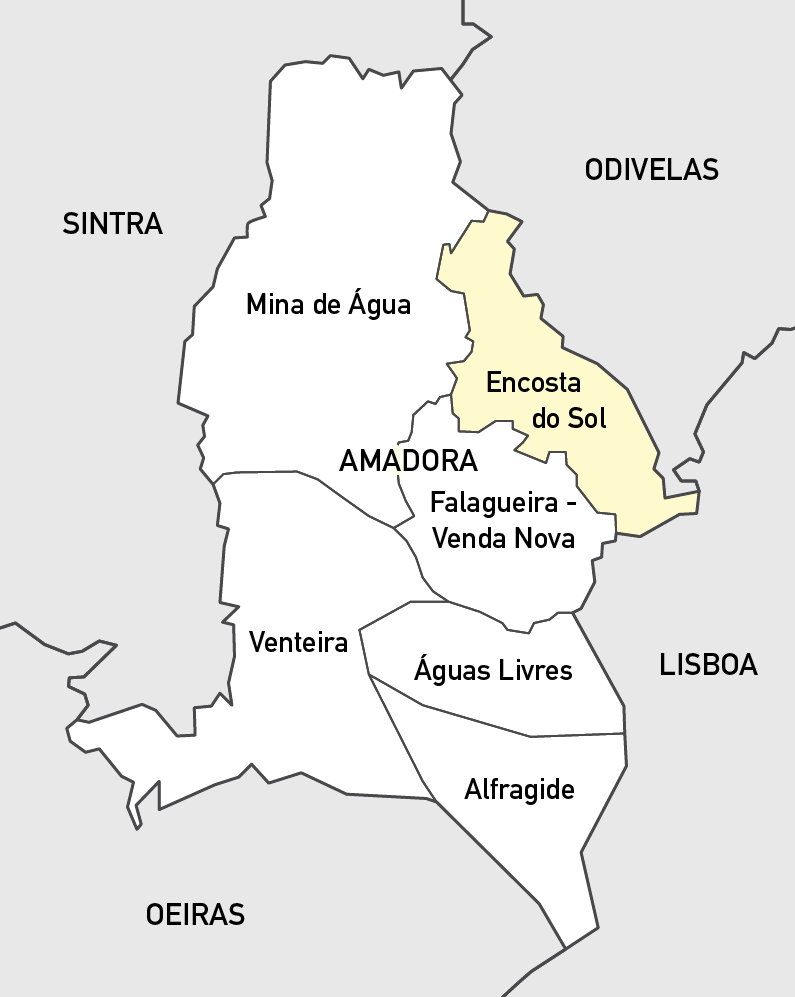
Lage der Gemeinde im Kreis Amadora

Encosta do Sol ist eine Gemeinde (Freguesia) im portugiesischen Kreis Amadora. Sie hat 28.261 Einwohner und eine Fläche von 2,8 km² (Stand 2011).
Sie entstand im Vorfeld zur Gebietsreform 2013 aus dem Zusammenschluss der Gemeinden Brandoa und Alfornelos.